# Гербы Удмуртии

Герб Удмуртии.

Согласно Конституции Удмуртии и Закону «Об административно-территориальном устройстве Удмуртской Республики», субъект РФ включает следующие административно-территориальные единицы:
- 6 городов республиканского значения (Ижевск, Воткинск, Глазов, Можга, Сарапул, Камбарка),
- 25 районов, включающие:
  - город районного значения (Камбарка), сельсоветы и поссоветы (314 сельских администраций) и 1956 сельских населённых пунктов (в том числе 148 без населения).

## Гербы городских округов Удмуртии
| Герб | Наименование                                   | Дата утверждения | Номер в ГГР |
| ---- | ---------------------------------------------- | ---------------- | ----------- |
|      | Герб муниципального образования город Ижевск   | 27 мая 1997      | 186         |
|      | Герб муниципального образования город Воткинск | 26 апреля 2006   | 2256        |
|      | Герб муниципального образования город Глазов   | 28 августа 2001  |             |

| Герб | Наименование                                  | Дата утверждения | Номер в ГГР |
| ---- | --------------------------------------------- | ---------------- | ----------- |
|      | Герб муниципального образования город Можга   | 24 декабря 1980  |             |
|      | Герб муниципального образования город Сарапул | 28 мая 1781      |             |

## Гербы муниципальных районов
| Герб | Наименование               | Дата утверждения     | Номер в ГГР |
| ---- | -------------------------- | -------------------- | ----------- |
|      | Герб Алнашского района     | 24 октября 2003      |             |
|      | Герб Балезинского района   | 11 октября 2001 года |             |
|      | Герб Вавожского района     | 18 декабря 2013 года |             |
|      | Герб Воткинского района    | 15 февраля 2018 года | 11846       |
|      | Герб Глазовского района    | 26 мая 2005 года     | 1930        |
|      | Герб Граховского района    | 6 июня 2007 года     |             |
|      | Герб Дебёсского района     | 24 августа 2006 года | 2495        |
|      | Герб Завьяловского района  | 30 ноября 2005 года  | 2098        |
|      | Герб Игринского района     | 28 июня 2007 года    | 3454        |
|      | Герб Камбарского района    | 2 февраля 2000 года  | 811         |
|      | Герб Каракулинского района | 20 октября 2003 года | 1972        |
|      | Герб Кезского района       | 12 мая 2004 года     |             |
|      | Герб Кизнерского района    | 12 августа 2009 года | 5616        |

| Герб | Наименование                  | Дата утверждения      | Номер в ГГР |
| ---- | ----------------------------- | --------------------- | ----------- |
|      | Герб Киясовского района       | 28 июля 1997 года.    | 199         |
|      | Герб Красногорского района    | 2 декабря 1997 года   | 663         |
|      | Герб Малопургинского района   | 26 декабря 2000 года  | 827         |
|      | Герб Можгинского района       | 27 ноября 2013 года   | 9416        |
|      | Герб Сарапульского района     | 7 июля 2004 года      | 1552        |
|      | Герб Селтинского района       | 16 апреля 2015 года   | 10773       |
|      | Герб Сюмсинского района       |                       |             |
|      | Герб Увинского района         | 28 декабря 2015 года  | 10763       |
|      | Герб Шарканского района       | 7 августа 2008 года   |             |
|      | Герб Юкаменского района       | 26 июня 2007 года     | 3516        |
|      | Герб Якшур-Бодьинского района | 23 декабря 2005 года  | 2104        |
|      | Герб Ярского района           | 27 сентября 2013 года |             |

## Гербы сельских поселений
| Герб | Наименование                                | Дата утверждения | Номер в ГГР |
| ---- | ------------------------------------------- | ---------------- | ----------- |
|      | Герб Баграш-Бигринского сельского поселения |                  |             |

| Герб | Наименование                            | Дата утверждения | Номер в ГГР |
| ---- | --------------------------------------- | ---------------- | ----------- |
|      | Герб Брызгаловского сельского поселения |                  |             |